# Snake (Computerspiel)

Prinzip von Snake

Snake auf einem TRS-80

Snake (englisch für Schlange) ist ein Computerspielklassiker, bei dem eine sich gerade oder rechtwinklig bewegende Schlange durch ein Spielfeld gesteuert wird. Ziel des Spieles ist, die als Futter angebotenen zufällig erscheinenden „Happen“ aufzunehmen und Hindernissen, einschließlich des eigenen Schlangenkörpers, auszuweichen. Während die Schlange mit jedem Happen wächst, wird das Manövrieren bei zunehmend vollerem Spielfeld – und bei evtl. schnellerem Grundtakt, immer schwieriger.

## Weitere Einzelheiten

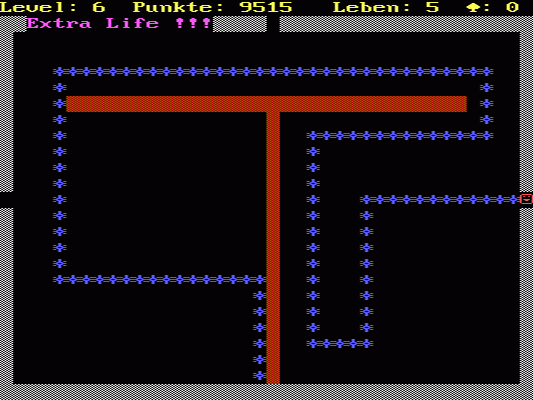
Snake im CGA-Textmodus mit Labyrinth

In frühen Versionen in der Zeit vor dem IBM PC erfolgte die Steuerung der Schlange durch Cursor-Pfeiltasten oder gar bestimmte Buchstaben der Alpha-Tastatur; die Darstellung bestand aus halbgraphischen Symbolen in Schwarzweiß. Seit Computer mit Maus oder Joystick ausgestattet sind, erfolgt die Bedienung darüber intuitiv, und mit der technischen Entwicklung kamen Farbe und Vollgrafik hinzu.

Mit der Aufnahme jedes Futterhappens (manchmal englisch Apples ‚Äpfel‘ genannt) wird die Schlange etwas länger. In manchen Varianten sind den Happen Punkte zugeordnet (i. a. eine einstellige Zahl), die das Längenwachstum angeben. Zudem können andere Schlangen und sogenannte Plums ‚Pflaumen‘ als Hindernisse auftauchen, die nicht berührt werden dürfen – Letztere nur mit dem Schwanz. Auch die Berührung der Spielfeldränder oder des eigenen Schwanzes führen zum Tod der Schlange – und damit zum Ende des Spiels.

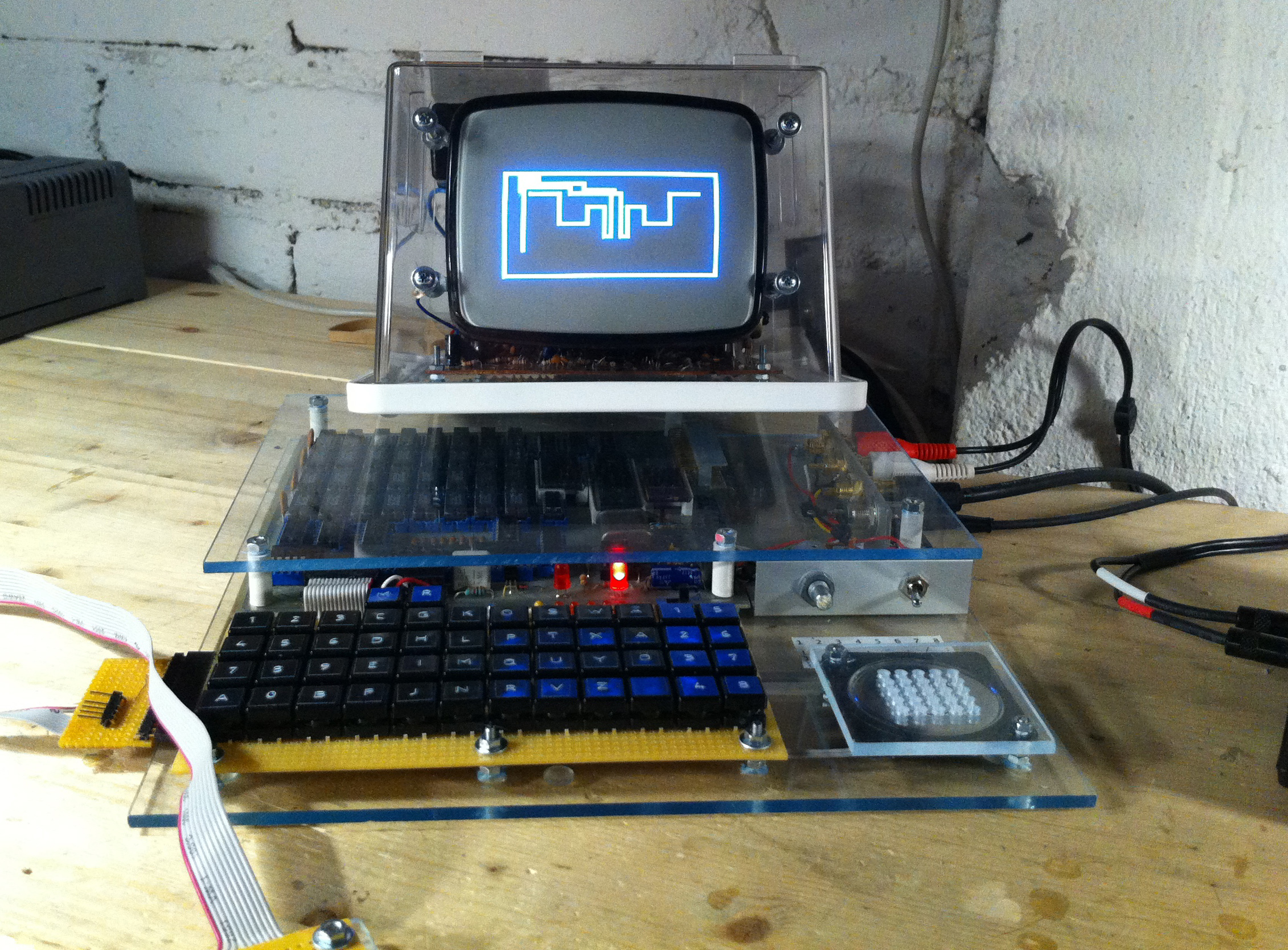
Snake, Telmac 1800, CHIP-8, 1978

Eine ähnliche Spielart wurde später im Film Tron und den zugehörigen Spielen übernommen.
Die erste bekannte Personal-Computer-Version mit dem Titel „Worm“ wurde 1978 von Peter Trefonas aus den USA auf dem TRS-80 programmiert.
Eine weitere frühe Ausgabe von Snake wurde im Jahr 1979 mit dem sogenannten „Hyper-Wurm“ von F. Seger auf einem TRS-80 programmiert. Auch in frühen Versionen des Unix-Derivats Sinix z. B. war dieses Spiel als C-Programm beigegeben.
Snake kann auch bei YouTube-Videos gespielt werden, die die 2010er Version der Software nutzen. Das Spiel wird durch Drücken der Pfeiltasten ← (links) für mindestens zwei Sekunden und ↑ (oben) bzw. ↓ (unten) aktiviert und ist sowohl bei abspielendem als auch pausiertem Video sowohl im Fenstermodus als auch im Vollbildmodus spielbar. Wenn die Abspielsoftware auf Videodaten aus dem Internet wartet (wenn also im Zentrum des Fensters die Punkte rotieren) kann das Drücken der linken Pfeiltaste entfallen.
Das Spiel existiert in verschiedenen Variationen: So gilt es bei schwierigeren Varianten, die Schlange zudem durch ein Labyrinth zu führen, deren Wände ebenfalls nicht berührt werden dürfen. Um höhere Highscores zu ermöglichen, wurden bei einigen Versionen Bonus-Punkte eingeführt und die Seitenwände entfernt.
Später war das Spiel auf vielen Mobiltelefonen ab Werk spielbar. Besonders Nokia-Modelle der 1990er-Generation hatten Snake vorinstalliert. Die etwas neueren Ausgaben für Handys, wie beispielsweise Anakonda, bieten gegenüber Snake eine neu aufbereitete Grafik sowie diverse Spielmodi, die etwas höhere Anforderungen an den Spieler stellen.
Mittlerweile gibt es im Internet Multiplayer-Versionen, bei denen ohne Spielfeldbegrenzung viele Spieler gleichzeitig mitspielen können.
2017 veröffentlichte Google eine eigene Version des Spiels als Easter Egg. Wenn die Sätze „Snake“, „Play Snake“, „Snake Video“ und „Snake Game“ eingegeben wurden, ist Snake auf Google spielbar.

## Auszeichnungen
2005 erhielt Taneli Armanto vom Mobile Entertainment Forum (MEF) eine Sonderauszeichnung für seinen Beitrag zum Wachstum der mobilen Unterhaltungsbranche.

## Nibbles
Eine bekannte Ausgabe von Snake war unter dem Namen Nibbles (englisch für Nager oder Knabberer), auch unter dem Quelltext-Dateinamen NIBBLES.BAS bekannt, als QBasic-Programm einige Jahre lang ein Bestandteil von MS-DOS und somit in den frühen 1990er Jahren auf fast jedem PC verfügbar.
Auf einigen Grafiktaschenrechnern von Texas Instruments ist es möglich, ein ähnliches Spiel mit dem Namen Nibbles 2 zu spielen.